# العشبة (أسلم)

تعديل مصدري - تعديل

العشبة هي إحدى قرى عزلة أسلم الوسط بمديرية أسلم التابعة لمحافظة حجة، بلغ تعداد سكانها 145 نسمة حسب تعداد اليمن لعام 2004.